# Filippo Gaudenzi
Filippo Gaudenzi (Roma, 9 febbraio 1962) è un giornalista e conduttore televisivo italiano.

## Biografia
Laureato in giurisprudenza, è poi divenuto giornalista professionista.
Approdato in Rai negli anni 80, è stato dapprima giornalista radiofonico, conducendo le edizioni del mattino del Gr2 fino al 1994.
Per la televisione, dalla fine degli anni ottanta, ha collaborato alla realizzazione di numerosi programmi di Rai 1 tra i quali Linea verde.
Si è occupato dell'ideazione e della realizzazione del Tg ragazzi, coprodotto da TG1 e Rai 1 nel 1998; è stato poi conduttore, al fianco di Tiziana Ferrario del GT Ragazzi nel 1999.
Nell'estate 1999 ha condotto Unomattina estate insieme a Paola Saluzzi; in seguito è stato curatore e conduttore del programma d'attualità Prima - La cronaca prima di tutto con Simonetta Martone, nel pomeriggio di Rai 1.
Per il TG1 e le sue rubriche ha realizzato servizi e collegamenti sia di cronaca che di attualità, ha condotto l'edizione della notte dal 1995 al 1999 e poi quella delle ore 17.00 dal 1999 al 2006.
È stato caporedattore per la Cronaca del TG1 e conduttore dell'edizione delle 13.30 dal 2006 al 2011.
Il 5 ottobre 2016 è diventato nuovo vicedirettore del TG1, su proposta del direttore Mario Orfeo.
Nell'estate del 2023 conduce su Rai 2 il programma Chiamata di emergenza, in seconda serata.

## Programmi televisivi
- TG1 (Rai 1, 1995-2011)
- GT Ragazzi (Rai 1, 1999)
- Unomattina estate (Rai 1, 1999)
- Prima - La cronaca prima di tutto (Rai 1, 1999-2000)
- Chiamata di emergenza (Rai 2, 2023)